# Nephus sordidus
Nephus sordidus är en skalbaggsart som först beskrevs av Horn 1895.  Nephus sordidus ingår i släktet Nephus och familjen nyckelpigor. Inga underarter finns listade i Catalogue of Life.